# João XIII de Constantinopla
João XIII de Constantinopla, dito Glykys (em grego: Ιωάννης ΙΓ Γλυκύς; romaniz.: Ioannes Glykys; "doce; querido"), foi o patriarca grego ortodoxo de Constantinopla entre 1315 e 1320. Ele sucedeu a Néfon, que foi deposto ao ser acusado de simonia.
Antes de se tornar patriarca, ele havia sido um logóteta, era casado e tinha filhos. Após a sua eleição, ele abandonou a esposa, que fez votos monásticos.
Ele escreveu uma obra intitulada "Περί όρθότητος συνταξεως".